# Салаберри, Шарль-Мари
Граф Шарль-Мари д’Ирумбери Салаберри (фр. Charles-Marie d’Irumberry de Salaberry; 6 сентября 1766, Париж — 7 января 1847, Фоссе, Луар и Шер) — французский политический деятель и писатель
.

## Биография
Графского происхождения. Его отец был президентом Счетной палаты Блуа, владельцем замка Пезе.
Был гильотинирован во время террора в 1794 года.
В 1790 г. Салаберри эмигрировал и вступил в армию эмигрантов, затем присоединился к Вандейскому мятежу, служил капитаном кавалерии. В 1800 году признал власть Наполеона.
Тогда же занялся литературной деятельностью.
Находясь под домашним арестом в своём замке Фоссе, приобрёл некоторую литературную репутацию, опубликовав два романа: «Корисандра де Бовилье» (1806) и «Лорд Уизби, или Бакалавр» (1808).
В 1810 году принял в своих владениях мадам де Сталь, которая писала о Салаберри в своих воспоминаниях «Десять лет изгнания» (1818).
В августе 1815 года стал депутатом-ультрароялистом от департамента Луар и Шер; оставался им до мая 1830 года.
Во время Реставрации, будучи депутатом, выделялся своей крайней нетерпимостью, экзальтированной преданностью Бурбонам и ретроградными взглядами; принимал деятельное участие в удалении из палаты А. Грегуара и Ж. Манюэля и не останавливался перед требованием смертной казни для членов оппозиции. После революции 1830 г. держался вдали от политики.

## Избранные публикации
- «Voyage à Constantinople, en Italie et aux îles de l’Archipel» (Париж, 1799),
- «Corisandre de Beauvillers» (1806, роман),
- «Lord Wiseby ou le Célibataire» (Пар., 1808, роман),
- «Histoire de l’empire ottoman jusqu’en 1792» (1813),
- «Lettres aux hommes de bien» (1828),
- «Loisirs d’un ménage en 1804» (1828, сборник повестей).